# ویدئوفون

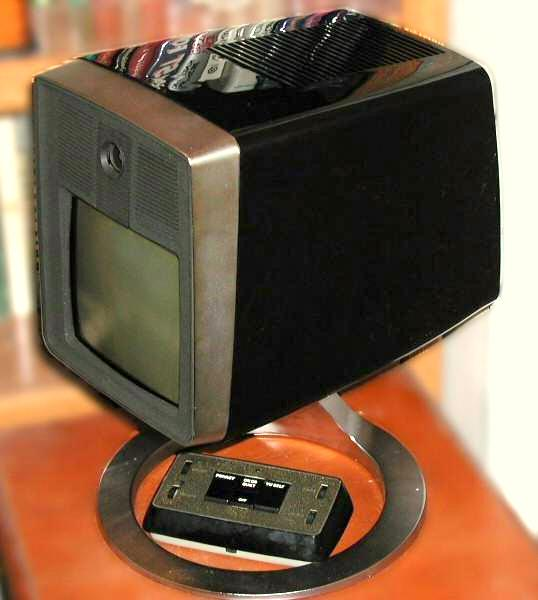
یک تلفون تصویری ساخت شرکت AT&T در سال ۱۹۶۹ با هزینه‌ای بیش از ۵۰۰میلیون دلار.

تلفن تصویری یا ویدئوفون (به انگلیسی: Videophone) وسیله‌ای برای ایجاد ارتباط همزمان صوتی و تصویری بین دو کاربر می‌باشد. خدمات تلفن تصویری سپس با گسترش امکانات٬ جای خود را به ویدئو کنفرانس و سپس تله‌پرزنس با کیفیت بالا داده است.
پگاه بکارگیری تجاری این سامانه به سال ۱۹۵۰ تا ۱۹۹۰ باز می‌گردد. در ابتدا تصویر شامل یک تک فریم بود که هر چند ثانیه جای خود را به تصویر دوباره فرستاده شده می‌داد اما بزودی کیفیت تصاویر ارسالی در زمان واقعی (ریل‌تایم) جای آن‌را گرفت.
امروزه در بسیاری نقاط جهان ارتباط تلفنی تصویری و کنفرانس تصویری با استفاده از فناوری صدا روی پروتکل اینترنت قیمتی مناسب در دسترس کاربران قرار دارد.